# Алидо (Тексас)
Алидо (енгл. Aledo) град је у америчкој савезној држави Тексас. По попису становништва из 2010. у њему је живело 2.716 становника.

## Демографија
Према попису становништва из 2010. у граду је живело 2.716 становника, што је 990 (57,4%) становника више него 2000. године.
| Група             | 2000.         | 2010.         |
| Белци             | 1.645 (95,3%) | 2.412 (88,8%) |
| Афроамериканци    | 5 (0,3%)      | 3 (0,1%)      |
| Азијати           | 7 (0,4%)      | 28 (1,0%)     |
| Хиспаноамериканци | 44 (2,5%)     | 231 (8,5%)    |
| Укупно            | 1.726         | 2.716         |